# Vladimir Souza Carvalho
Vladimir Souza Carvalho (Itabaiana, 6 de abril de 1950) é desembargador do Tribunal Regional Federal da 5ª Região. É também historiador e escritor, ocupante da cadeira de número 25 da Academia Sergipana de Letras.

## Carreira Jurídica
Formado em direito pela Universidade Federal de Sergipe (UFS), tendo sido, antes, juiz de direito das comarcas de Nossa Senhora da Glória e Campo do Brito, respectivamente, e, depois, juiz federal da 2ª Vara das Seções Judiciárias do Piauí, Alagoas e Sergipe.

## Decisão Polêmica
O Desembargador em decisão proferida no TRF, na data de 17 de dezembro de 2010, declarou inconstitucional o exame para a prova da Ordem dos Advogados do Brasil. O que causou amplo debate na mídia, visto ter sido uma decisão inédita. 
A OAB em resposta, declara a suspeição do desembargador, pois provavelmente estaria imbuído de interesse pessoal, visto que seu filho teria sido reprovado 4 vezes no exame da Ordem.

## Carreira Literária
Produziu vários livros de contos, poesias, história municipal da sua cidade natal (Itabaiana), folclore e direito.
Alguns de seus livros de contos: "Quando as cabras dão leite" (1971), "Mulungu Desfolhado (1994), "Água de Cabaça" (2003), "Feijão de Cego", que será lançado no dia 28 de agosto em Itabaiana.
Na poesia: "Sinal Verde, trânsito vermelho" (1972), "Dois Instantes e uma saudade" (inédito). Na história municipal: "Santas Almas de Itabaiana Grande" (1973), "A República Velha em Itabaiana" (2000) e "Vila de Santo Antonio de Itabaiana", que também será lançado em 28 de agosto, data em que Itabaiana passou de vila para cidade.
No folclore: "O Caxangá na história de Itabaiana" (1976), "Apelidos em Itabaiana", "Adivinhas Sergipanas" (1999) e no Direito: "Da Justiça Federal e sua Competência" (1980), "Manual de Judicatura Aplicada" e "Competência da Justiça Federal" (sete edições publicadas). E em preparo, "Manual de Competência da Justiça Federal". Vladimir de Souza colabora com a publicação de artigos no jornal Correio de Sergipe.
Em março de 2009, foi escolhido para dar nome ao Fórum da Justiça Federal de Itabaiana.